# TX Весов
TX Весов (лат. TX Librae) — одиночная переменная звезда в созвездии Весов на расстоянии (вычисленном из значения параллакса) приблизительно 10908 световых лет (около 3344 парсеков) от Солнца. Видимая звёздная величина звезды — от +13,2m до +12,4m.

## Характеристики
TX Весов — жёлто-белая пульсирующая переменная звезда типа RR Лиры (RR) спектрального класса F0hb:.